# We Didn't Start the Fire
"We Didn't Start the Fire" é uma canção de Billy Joel que faz referência a acontecimentos importantes durante sua vida, de Março de 1949 (Joel nasceu em 9 de Maio do mesmo ano) a 1989, quando a canção foi lançada, no álbum Storm Front. A canção foi número um nas paradas dos Estados Unidos.
A canção e o videclipe tem sido interpretadas como crítica a geração pós-guerra "Baby Boomer".
No final do ano de 2024, das 119 pessoas citadas pelo nome na canção, apenas 4 continuavam vivas, sendo elas Bob Dylan, Brigitte Bardot, Chubby Checker e Bernhard Goetz.

## História
Joel tem um grande interesse em história. "Eu sou um fanático por história. Devoro livros de história. Em um tempo queria ser professor de história." De acordo com sua mãe, ele vem lendo avidamente livros de história desde os sete anos de idade. Diferente da maioria das canções de Joel, a letra foi escrita antes da melodia. A canção foi um grande sucesso e foi a terceira vez que Joel conseguia a primeira posição na Hot 100. Foi um dos indicados da categoria de Gravação do Ano no Grammy de 1990.

Eu tinha completado quarenta. Era 1989 e eu disse "Tudo bem, o que aconteceu na minha vida?" Eu escrevi o ano de 1949. Certo, Harry Truman era o presidente. Cantora popular, Doris Day. China se tornava comunista. Outro cantor popular, Johnnie Ray. Grande show na Broadway, South Pacific. Jornalista, Walter Winchell. Atleta, Joe Dimaggio. Então eu fui para 1950... É uma das piores melodias que eu já escrevi. Eu gosto da letra. 

## Videoclipe
Um clipe musical para o single foi dirigido por Chris Blum. Mostra um marido de classe média e os objetivos do Sonho Americano: uma casa, carreira e crianças. Isto se mistura com o tumultuoso tempo social da segunda metade do século XX. O cantor atua como um observador omnipresente. O refrão mostra Joel em uma mesa e no fundo famosas fotografias (por exemplo, o assassinato de Lee Harvey Oswald e aexecução de Nguyễn Văn Lém, entre outras) sendo consumidas por fogo.

## Posição nas paradas musicais
| Parada (1989–2020)                                 | Melhor posição |
| -------------------------------------------------- | -------------- |
| Austrália (ARIA)                                   | 2              |
| Áustria (Ö3 Austria Top 75)                        | 7              |
| Bélgica (Ultratop 50 de Flandres)                  | 6              |
| Canadá (RPM Top Singles)                           | 2              |
| Canadá (RPM Adult Contemporary)                    | 9              |
| Europa (European Hot 100 Singles)                  | 21             |
| Irlanda (IRMA)                                     | 3              |
| Japão (Oricon)                                     | 11             |
| Países Baixos (Dutch Top 40)                       | 11             |
| Países Baixos (Single Top 100)                     | 11             |
| Nova Zelândia (Recorded Music NZ)                  | 5              |
| Suíça (Schweizer Hitparade)                        | 3              |
| Reino Unido (UK Singles Chart)                     | 7              |
| Estados Unidos (Billboard Hot 100)                 | 1              |
| Estados Unidos (Billboard Adult Contemporary)      | 5              |
| Estados Unidos (Billboard Mainstream Rock)         | 6              |
| Estados Unidos (Billboard Rock Digital Song Sales) | 17             |
| Estados Unidos (Billboard Rock Streaming Songs)    | 18             |
| Alemanha Ocidental (Official German Charts)        | 4              |

| Parada (1989)               | Posição |
| --------------------------- | ------- |
| Austrália (ARIA)            | 37      |
| Bélgica (Ultratop Flanders) | 65      |
| Canadá (RPM Top Singles)    | 77      |
| Reino Unido (OCC Singles)   | 53      |

| Parada (1990)                      | Posição |
| ---------------------------------- | ------- |
| Canadá (RPM Top Singles)           | 50      |
| Alemanha (Official German Charts)  | 31      |
| Estados Unidos (Billboard Hot 100) | 35      |

## Certificações
| Região                                                                                                  | Certificação | Vendas     |
| --- | ------------ | ---------- |
| Austrália (ARIA)                                                                                        | Platina      | 105 000^   |
| Canadá (Music Canada)                                                                                   | Ouro         | 5 000^     |
| Reino Unido (BPI)                                                                                       | Platina      | 600,000^   |
| Estados Unidos (RIAA)                                                                                   | 3× Platina   | 3,000,000^ |
| *números de vendas baseados somente na certificação ^números de vendas baseados somente na certificação |              |            |